# تویوئورا، هوکایدو
تویوئورا، هوکایدو (به لاتین: Toyoura, Hokkaido) یک منطقهٔ مسکونی در ژاپن است که در Iburi Subprefecture واقع شده‌است. تویوئورا ۴٬۶۵۳ نفر جمعیت دارد.